# خیزش دختران (فیلم)
خیزش دختران (انگلیسی: Girl Rising) یک فیلم محصول سال ۲۰۱۳ است، که توسط کیس فرید، تام یلین و هالی گوردون در گروه مستند با همکاری پل آلن و جودی آلن از محصولات ولکان تولید شده‌است. این فیلم توسط کارگردان نامزد جایزه اسکار ریچارد ایی. رابینز است که در آن ان هتوی، کیت بلانشت، سلنا گومز، لیام نیسون، سوشمیتا سن، پریانکا چوپرا، کلویی گریس مورتس، فریدا پینتو، سلما هایک، مریل استریپ، آلیشا کیز و کری واشینگتن نقش راوی را برعهده گرفته‌اند.
این فیلم داستان‌های نه دختر از نه کشور متفاوت را روایت می‌کند: (سیرالئون، هائیتی، اتیوپی، افغانستان، پرو، مصر، نپال، هند و کامبوج). هر دختر داستانش را توسط نویسنده‌ای از کشورش نوشته و توسط بازیگران اجرا شده‌است.